# Velika Božna
Velika Božna je povirni pritok reke Gradaščice, ki izvira v Polhograjskem hribovju, zahodno od Ljubljane. Njen glavni pritok je Mala Božna, po njunem sotočju pa (po nekaterih kartografskih virih) teče naprej kot Božna do Polhovega Gradca, kjer se z Malo Vodo združi v Gradaščico. Spada v porečje Ljubljanice.